# Ижавиа
«Ижа́виа» (АО «Ижавиа») — российская авиакомпания, выполняющая регулярные внутренние и грузовые авиаперевозки из Ижевска и других городов России. Находится в 100-процентной собственности у Правительства Удмуртской Республики.
Штаб-квартира расположена в Ижевске. Аэропорт Ижевска является для авиакомпании главным узловым аэропортом.

## История

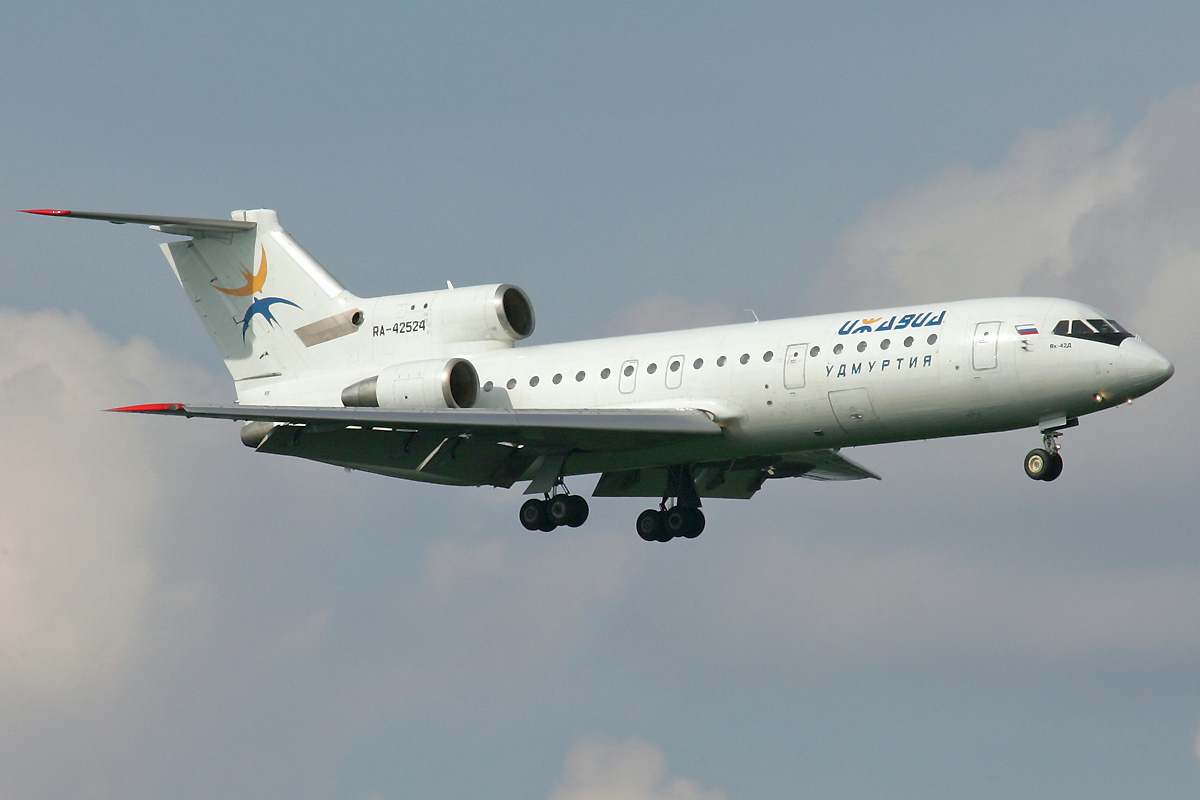
Як-42Д авиакомпании «Ижавиа» в старой ливрее, 2009 год

В 1930-е годы в Удмуртии, с появлением своих подготовленных авиационных специалистов, в деревне Пирогово был построен аэродром и организован авиационный отряд, совершавший первые почтово-пассажирские рейсы и производивший аэросев на полях совхозов. С началом Великой Отечественной войны несколько ижевских экипажей были отправлены на фронт. На обслуживание самолётов, перевозящих оборонные грузы, осталось пять человек, которые в дальнейшем составили костяк будущего аэропорта Ижевск, организованного по приказу начальника Главного Управления гражданского воздушного флота от 30 мая 1944 года № 104.
С развитием авиации в стране ижевский аэропорт менял свой облик, пополнялся парк самолётов. Изменялась техника, способы обслуживания взлетно-посадочной полосы, управление воздушным движением и радиотехническим обеспечением полетов. Пилоты из Удмуртии участвовали во всех сферах жизни страны (пассажирские и грузовые перевозки; обеспечение геолого- и нефтеразведочных работ; топографические, гравиметрические съёмки; спасательные мероприятия в труднодоступных местностях), часто являясь героями ситуаций, вошедших в историю. Так, в 1961 году в ходе поисково-спасательных работ в сложных метеоусловиях пилот Л. К. Оккельман обнаружил собаку «Звёздочку» в спускаемом аппарате космического корабля «Восток» в его последнем испытательном полёте, который предшествовал запуску в космос Ю. А. Гагарина. В честь этого события в Ижевске в районе расположения старого аэропорта установлен памятник.
Со временем аэропорт «Ижевск» перестал удовлетворять возраставшим требованиям и нагрузкам. Его реконструкция была признана нецелесообразной из-за перспективы развития городской застройки в направлении аэропорта. Поэтому в 1968 году было принято решение о строительстве нового аэропорта в районе деревни Старые Мартьяны. 25 октября 1974 года он был сдан в эксплуатацию. Благодаря улучшившейся материально-технической базе, парк пополнили самолёты Як-42, Ан-24, Ан-26 и Ту-134.
Авиакомпания «Ижавиа» образована в 1992 году. В настоящее время является акционерным обществом со 100-процентной долей акций, находящихся в собственности Удмуртской Республики.
С начала 2012 года авиакомпанию возглавил Александр Городилов. В этому же году авиакомпания сменила парк самолётов и цвет логотипа. Заданный курс экономического развития позволил авиапредприятию сохранить статус государственного, С 2011 по 2014 годы наблюдался рост на 17—47 % по всем основным показателям деятельности. За 2013—2014 годы было приобретено 22 единицы специальной техники.
В 2012 году Правительство Удмуртии приняло предварительное решение о необходимости приобретения новых самолётов в лизинг.

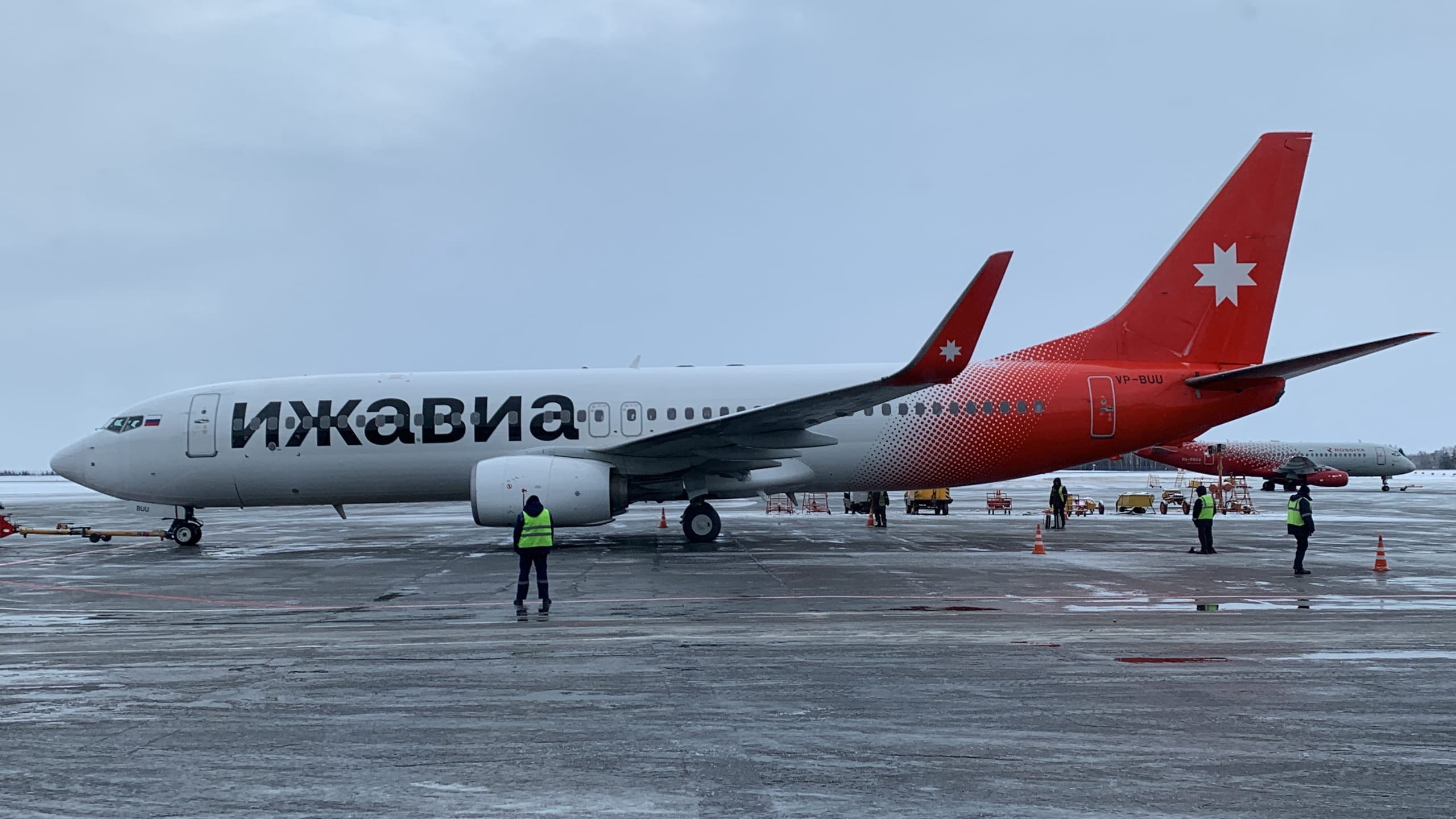
Boeing 737-800 авиакомпании «Ижавиа» в аэропорту Ижевска

В 2013 году планировалось разделение ОАО «Ижавиа» на два отдельных акционерных общества, в итоге которого ижевский аэропорт стал бы отдельным предприятием. Это решение было принято в связи с ужесточением требований к авиакомпаниям после авиакатастрофы под Ярославлем 7 сентября 2011 года, но разделение было приостановлено врио главы республики Александром Соловьевым в марте 2014 года.
В 2019 году произошло отделение ижевского аэропорта в отдельное юридическое лицо — АО «Аэропорт Ижевск», которое возглавил руководитель авиакомпании Александр Синельников. На 2022—2024 годы запланирована реконструкция аэропортового комплекса и строительство нового пассажирского терминала.
В апреле 2021 года в Ижевск прибыл первый самолёт зарубежного производства Boeing 737-800 в новой для авиакомпании ливрее, украшенной национальным удмуртским орнаментом. В декабре того же года второй аналогичный самолёт поступил в парк компании и получил имя «Душа Удмуртии».
25 ноября 2022 года «Ижавиа» была внесена в перечень туроператоров России. Компания займется развитием внутреннего туризма, а также созданием новых маршрутов по Удмуртии и России.

## Показатели деятельности
В 2018 году на рейсах авиакомпании было перевезено 422 879 пассажиров — этот показатель достигнут впервые. Выполнено 5105 рейсов — на 7 % больше по отношению к 2017 году. Регулярность выполнения авиарейсов в 2018 году составила 96,35 %. Аэропорт Ижевска обслужил 352 412, что на 12 % больше по сравнению с 2017 годом.

## Флот

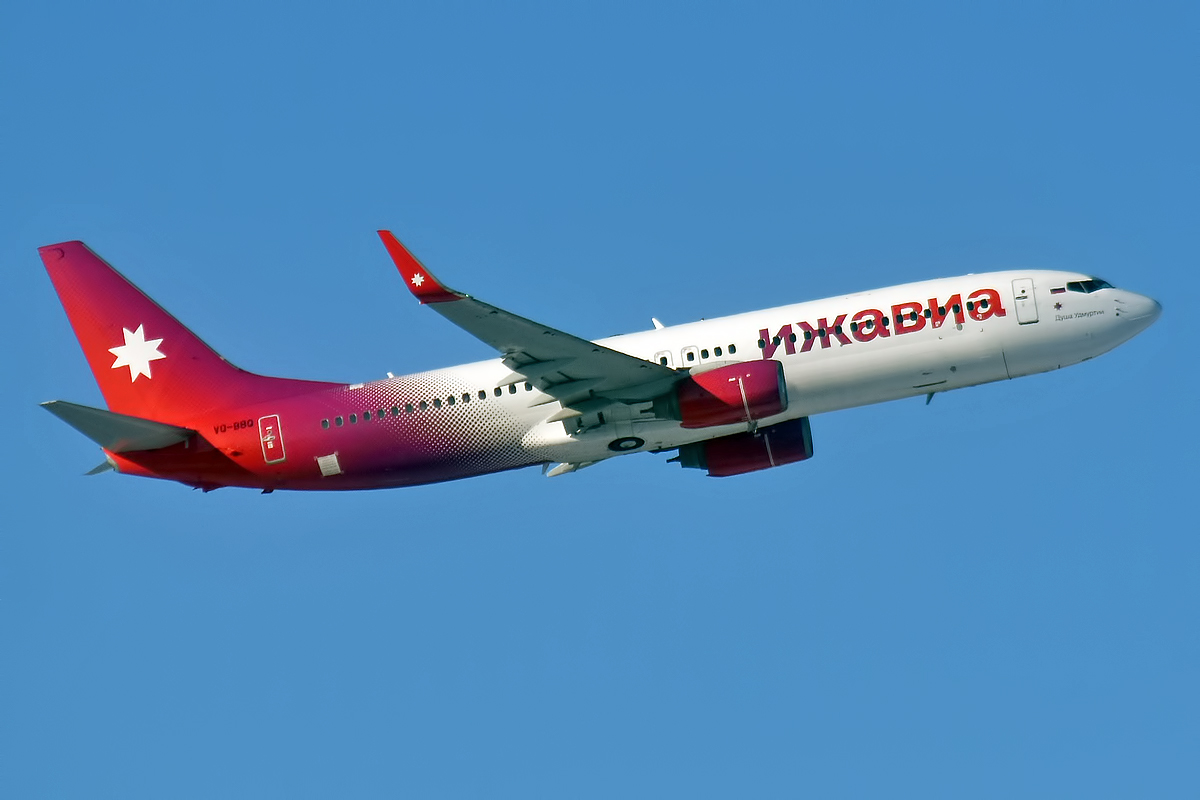
Boeing 737-800 «Душа Удмуртии»

По состоянию на январь 2023 года размер флота АО «Ижавиа» составляет 8 самолётов. Средний возраст самолетов на январь 2023 года составляет 24,4 лет.

## Происшествия
11 октября 2023 года самолёт Як-42 авиакомпании (RA-42401), следовавший рейсом Уфа — Пермь, совершил экстренную посадку в аэропорту Ижевска сразу после взлёта из-за отказа третьего правого двигателя.